# مایکل امرسون
مایکل امرسون (به انگلیسی: Michael Emerson) (زاده ۷ سپتامبر ۱۹۵۴) یک بازیگر آمریکایی است. او در مجموعه لاست و همچنین مجموعه تلویزونی مظنون حضور داشته است.

## سرگذشتِ مختصر
مایکل امرسون، هنرپیشه آمریکایی است که عمده شهرت وی به دلیل ایفای نقش بنجامین لاینوس در سریال «لاست»، ویلیام هینکس قاتل در «The Practice» و نقش هارولد فینچ در سریال «Person of Interest» است که از شبکه CBS پخش می‌شد، است.
امرسون در سدار راپیدس آیوا زاده شد و در شهر تولدو بزرگ شد و دوره دبیرستان را در دبیرستان تاما کاونتی گذراند. در سال ۱۹۷۶ از دانشگاه دریک Drake در دس موینس آیوا در رشته تئاتر و هنر فارغ التحصیل شد و به نیویورک رفت. اما در نیویورک نتوانست کاری در زمینه بازیگری بیابد، کارهایی جزئی می‌گرفت و به عنوان تصویرگر مستقل کار می‌کرد. در سال ۱۹۸۶ به همراه همسر اول خود به جکسونویل فلوریدا رفت و تا سال ۱۹۹۳ در تئاتر محلی جکسونویل فعالیت داشت، همچنین به عنوان کارگردان و معلم در کالج فلاگلر (Flagler College) کار می‌کرد.
بعد از اخذ مدرک فوق لیسانس در رشته هنرهای زیبا و آموزش بازیگری حرفه ای، به نیویورک بازگشت.

## زندگی حرفه‌ای
امرسون به پیشرفت در حرفه بازیگری بیش از داشتن شغل ثابت تدریس توجه داشت. از این رو تحصیل را ادامه داد و مدرک فوق لیسانس هنرهای زیبا را دریافت کرد که او را به جامعه حرفه‌ای تئاتر و کارگردانان معرفی می‌کرد. در سال ۱۹۹۳ او در فستیوال شکسپیر دانشگاه آلاباما ثبت نام کرد و بعد از فارغالتحصیلی در سال ۱۹۹۵ به نیویورک بازگشت و از آن زمان همه ساله در فستیوال شکسپیر آلاباما شرکت دارد.
امرسون در سال ۱۹۹۷ ایفاگر نقش اصلی اسکار وایلد در نمایشنامه مویسس کاوفمن Moises Kaufman بود. پس از آن نیز اجراهای برجستهای در زمینه تئاتر داشته‌است. در سال ۱۹۹۸ در نمایشنامه «مردم گریز» در برابر اوما تورمن Uma Thurman به ایفای نقش پرداخت و در سال ۱۹۹۹ در نقش ویلی اوبان به همراه کوین اسپیسی در «The Iceman Cometh» ظاهر شد. وی همراه با کیت برتون در «به من جواب بده!» و «هدا گابلر» نیز بازی کرده‌است.
امرسون در سینما و تلویزیون با ایفای نقش شخصیت‌های خطرناک و مخرب، نامی برای خود دست و پا کرده‌است. وی در سال ۲۰۰۱ جایزه امی را برای عنوان بهترین هنرپیشه مهمان (نقش ویلیام هینکس قاتل در چند اپیزود از The Practice) دریافت کرد. یکی از بهترین کارهای امرسون در سال ۲۰۰۴ ایفای نقش کاراکتر زپ هیندل در فیلم ترسناک «اره» بود. در همان سال در فیلم کمدی «Straight Jacket» نیز ظاهر شد.
در سال ۲۰۰۶ او بازی در نقش بنجامین لاینوس را در سریال تلویزیونی «لاست» آغاز کرد. قالب این نقش نتیجه کار او در «The Practice» بود چرا که تهیه‌کنندگان «لاست» ارائه او را پسندیده بودند و بر این باور بودند که وی برای کاراکتر بنجامین لاینوس بسیار مناسب است. وی ابتدا در چند اپیزود ظاهر و در فصل ۳ عضو ثابت گروه بازیگران و ضد قهرمان اصلی سریال شد. وی در سال ۲۰۰۷ نامزد دریافت جایزه امی برای بازیگر مکمل مهمان برای ایفای نقش در فصل ۳ «لاست» و در سال ۲۰۰۸ برای فصل ۴ این سریال کاندید دریافت جایزه امی شد. او جایزه را در سال ۲۰۰۹ برای فصل پنج دریافت کرد. امرسون در سال ۲۰۰۹ کاندید دریافت جایزه گلدن گلوب بهترین بازیگر نقش مکمل بود. وی در هر فصل از هر سریال که ایفای نقش داشته، نامزد دریافت جایزه امی شده‌است.
امرسون با کری پرستون Carrie Preston در زمان اجرای نمایشنامه «هملت» در آلاباما آشنا شد و در سپتامبر ۱۹۹۸ ازدواج کردند. مایکل و همسرش هر دو بازیگر «Straight Jacket» بودهاند. در سریال «لاست»، پرستون در نقش امیلی لاینوس، مادر بنجامین در سکانس‌های فلش بک اپیزود «مرد پشت پرده» ظاهر شده‌است و هر دو در فیلم «Ready? OK!» در سال ۲۰۰۸ در کنار هم بازی کرده‌اند. امرسون در یکی از مصاحبه‌های اخیرش، اظهار داشته که در سریال True Blood به عنوان هنرپیشه مهمان و همراه با پرستون نقشی خواهد داشت.
مایکل امرسون قرار بود که با دوست و عضو دیگری از گروه بازیگران لاست، تری اوکوئین، در یک کمدی درام با نام فعلی «شغلهای عجیب» و به تهیه‌کنندگی جی. جی آبرامز بازی کند. قرار بر این بود که تا پایان سال ۲۰۱۰ فیلم‌برداری آن آغاز شود که به تعویق افتاده‌است و امرسون به یکی دیگر از پروژه‌های آبرامز به نام «Person of Interest» پیوست.

## فیلم‌شناسی
فیلم
| سال  | فیلم                                               | نقش                     | یادداشت                |
| ---- | -------------------------------------------------- | ----------------------- | ---------------------- |
| ۱۹۹۷ | رهسپاری (The Journey)                              | مایکل                   |                        |
| ۱۹۹۸ | فریبکار                                            | دستیار بارتوم           |                        |
| ۱۹۹۸ | بازی با قلب                                        | بوسکو                   |                        |
| ۱۹۹۹ | رهسپار آن دیارت خواهم کرد (I'll Take You There)    | تام                     |                        |
| ۱۹۹۹ | به عشق مسابقه                                      | دربان گالری             |                        |
| ۲۰۰۲ | پروژه لارامی                                       | کشیش (Reverend)         |                        |
| ۲۰۰۲ | بی‌وفا                                              | جاش                     |                        |
| ۲۰۰۴ | اَره                                                | زپ هیندل (Zep Hindle)   |                        |
| ۲۰۰۴ | نقاب دگرجنسگرایی (Straight-Jacket)                 | ویکتور                  |                        |
| ۲۰۰۵ | اَره ۲                                              | زپ هیندل                | صدای بایگانی شدهٔ آرشیو |
| ۲۰۰۵ | خیابان بیست و نهم; محلۀ همجنسگرایان (29th and Gay) | گوریل                   |                        |
| ۲۰۰۵ | افسانه زورو                                        | هریگان                  |                        |
| ۲۰۰۶ | اَره ۳                                              | زپ هیندل                | صدای آرشیوی            |
| ۲۰۰۶ | پریدن از روی پل‌ها (Jumping Off Bridges)            | فرَنک نلسون              |                        |
| ۲۰۰۸ | آماده‌ای؟ قبوله! (!Ready? OK)                       | چارلی نیو (Charlie New) |                        |
| ۱۰۱۰ | اَره 3D                                             | زپ هیندل                | صدای آرشیوی            |
| ۱۰۱۰ | گلد استار، اوهایو (Goldstar, Ohio)                 | استیو هارپِر             |                        |
| ۲۰۱۲ | بتمن: شوالیه تاریکی باز‌می‌گردد قسمت ۱               | صدای جوکر               | صدای مستقیم به ویدئو   |
| ۲۰۱۲ | این همان چیزی است که او گفت                        |                         |                        |
| ۲۰۱۳ | بتمن: شوالیه تاریکی باز‌می‌گردد قسمت ۲               | صدای جوکر               | صدای مستقیم به ویدئو   |
| ۲۰۲۴ | مرد و ساحره: رقصی پر پیچ و خم                      | جادوگر شیطانی           | [ ۲ ]                  |

تلویزیون
| سال                   | عنوان                                                | نقش                                         | یادداشت |
| --------------------- | ---------------------------------------------------- | ------------------------------------------- | --- |
| ۱۹۹۰                  | نزول اورفیوس (Orpheus Descending)                    | دلقک                                        | فیلم تلویزیونی (نمایشنامه‌ای در سه پرده اثر تنسی ویلیامز) |
| ۱۹۹۸                  | گرِیس و گلوری (Grace and Glorie)                      | آرنولد دادلی                                | فیلم تلویزیونی |
| ۱۹۹۹                  | جنون محض (Stark Raving Mad)                          | آقای پاتنام                                 | قسمت: "The Psychic" |
| ۲۰۰۰                  | حوزه (The District)                                  | مردی در بار                                 | قسمت: "خلبان" |
| ۲۰۰۰ -۲۰۰۱            | تمرین (The Practice)                                 | ویلیام هِنکس (William Hinks)                 | ۶ قسمت جایزه امی ساعات پربیننده (Primetime Emmy) برای بهترین بازیگر مهمان مرد در یک سریال درام |
| ۲۰۰۱                  | آموزش مکس بیکفورد                                    | ناشناخته                                    | قسمت: "Herding Carts" |
| ۲۰۰۱                  | کنسرت برای شهر نیویورک                               | ناشناخته                                    | فیلم تلویزیونی |
| ۲۰۰۲                  | نظمو قانون: قصد جنایی                                | گری رانکین                                  | قسمت: "شبح" |
| ۲۰۰۲                  | پرونده‌های ایکس                                       | اولیور مارتین                               | قسمت: "روزهای آفتابی" |
| ۲۰۰۳                  | بی‌نشان                                               | استوارت وسمار                               | قسمت: "پیروزی برای بشریت" |
| ۲۰۰۳                  | پوست (Skin)                                          | اسکارپِلی (Scarpelli)                        | قسمت: "اسرار و دروغها" |
| ۲۰۰۳                  | ووپی (Whoopi)                                        | اف. توماس اریکسون (F. Thomas Erickson)      | قسمت: "چاق و راحت" |
| ۲۰۰۴                  | نظم و قانون: واحد قربانیان ویژه                      | آلن شای (Allan Shaye)                       | قسمت: "آیین" |
| ۲۰۰۵                  | درون (The Inside)                                    | مارتی مَنینگ (Marty Manning)                 | قسمت: "Pre-Filer" |
| ۲۰۰۶- ۲۰۱۰            | لاست                                                 | بنجامین لینوس                               | نقش اصلی ۷۹ قسمت، جایزه امی ساعات پربیننده (Primetime Emmy) برای بهترین بازیگر نقش مکمل مرد در یک سریال تلویزیونی درام، جایزه ساترن (Saturn) بهترین بازیگر نقش مکمل مرد تلویزیونی، نامزد شده - جایزه گلدن گلوب (Golden Globe) بهترین بازیگر نقش مکمل مرد - سریال، مینی سریال یا فیلم تلویزیونی، نامزد شده - جایزه امی ساعات پربیننده (Primetime Emmy) بهترین بازیگر نقش مکمل مرد در یک سریال تلویزیونی درام (۲۰۰۷–۲۰۰۸ ، ۲۰۱۰) نامزد شده - جایزه ستلایت (Satellite) بهترین بازیگر نقش مکمل مرد - سریال، مینی سریال یا فیلم تلویزیونی (۲۰۰۶-۲۰۰۷) نامزد شده - جایزه ساترن (Saturn) بهترین بازیگر نقش مکمل مرد در یک سریال تلویزیونی (۲۰۰۷ ، ۱۱-۱۱-۱۹۹۹) نامزد شده - جایزه برگزیده نوجوانان (Teen Choice) برای Choice TV Villain |
| ۲۰۰۷                  | لاست: قطعات گمشده                                    | بنجامین لینوس                               | ۲ قسمت |
| ۲۰۱۰                  | خط مقدم                                              | جان وینتروپ (John Winthrop)                 | قسمت: "خدا در آمریکا" |
| ۲۰۱۱                  | پدر و مادر بودن (Parenthood)                         | اندی فیتزجرالد (Andy Fitzgerald)            | قسمت: "اندی شگفت انگیز و دنیای شگفت انگیز اشکالات او" |
| ۲۰۱۱                  | جی.آی. جو: یاغی‌ها (G.I. Joe: Renegades)              | دکتر ونوم (صدا)                             | قسمت: "The Anaconda Strain" |
| ۲۰۱۱                  | ژنراتور رکس (Generator Rex)                          | آلفا نایت (Alpha Nanite) (صدا)              | قسمت: "بن 10 / ژنراتور رکس: قهرمانان یونایتد" ("Ben 10/Generator Rex: Heroes United") |
| ۲۰۱۱- ۲۰۱۶            | مظنون                                                | هارولد فینچ (Harold Finch)                  | ۱۰۳ قسمت (تمام قسمت های سریال) |
| ۲۰۱۴                  | رمز و راز ماده (The Mystery of Matter)               | راوی (صدا)                                  | ۳ قسمت (تمام قسمت ها) فیلم مستند آمریکایی |
| ۲۰۱۷- ۲۰۱۸            | کماندار                                              | کِیدن جیمز (Cayden James)                    | ۷ قسمت |
| ۲۰۱۷                  | پنجه ها (Claws)                                      | تِد (Ted)                                    | قسمت: "Ambrosia" |
| ۲۰۱۸                  | موتسارت در جنگل                                      | مورتون نورتون (Morton Norton)               | ۲ قسمت |
| ۲۰۱۹                  | به نام گل سرخ (The Name of the Rose)                 | The Abbot                                   | ۸ قسمت |
| ۲۰۱۹– اکنون (present) | شر ( Evil)                                           | لیلِند تاونسِند (Leland Townsend)             | ۴۴ قسمت نامزد شده - جایزه منتخب منتقدان برای بهترین بازیگر مرد در سریال ترسناک، نامزد شده - جایزه ساترن (Saturn) برای بهترین بازیگر نقش مکمل مرد در تلویزیون، نامزد شده - جایزه گزینش منتقدان تلویزیون بهترین بازیگر مکمل مرد در مجموعه درام |
| ۲۰۲۳                  | ماجرا های من با سوپرمن (My Adventures with Superman) | برین‌یاک (Brainiac)                          | صدا، ۶ قسمت |
| ۲۰۲۴                  | فال‌آوت (Fallout)                                     | ویلزیگ (Wilzig)                             | قسمت: هدف ("The Target") |
| ۲۰۲۴                  | الیزابت (مجموعه تلویزیونی)                           | قاضی میلتون کرافورد (Judge Milton Crawford) | ۲ قسمت |

بازی های ویدئویی
| سال  | عنوان              | نقش           | یادداشت |
| ---- | ------------------ | ------------- | ------- |
| ۲۰۰۸ | لاست: بوسیلهٔ داموس | بنجامین لینوس |         |
| ۲۰۲۰ | Crucible           | "Brother"     |         |

تئاتر
- Othello, University of North Florida
- Noises Off (as Gary), Theatre Jacksonville, 1986 or 1987
- Hamlet (as Hamlet), University of North Florida Theatre, Jacksonville, Florida, 1987
- Hamlet (as Hamlet), Players-By-The-Sea Theatre, Jacksonville Beach, Florida
- The Importance of Being Earnest, Arkansas Repertory Theatre, 1990
- Parts Unknown, Players-By-The-Sea Theatre, Jacksonville Beach, Florida, 1993
- The Tempest (as Ferdinand), Alabama Shakespeare Festival, 1994 or 1995
- The Way of the World (as Lady Wishfort), Alabama Shakespeare Festival, 1994 or 1995
- Hamlet (as Rosencrantz), Alabama Shakespeare Festival, 1994 or 1995
- All's Well That Ends Well, Alabama Shakespeare Festival, 1994 or 1995
- Henry IV, Part 1, Alabama Shakespeare Festival, 1994 or 1995
- A Christmas Carol, Alabama Shakespeare Festival, 1994 or 1995
- The Crucible, Alabama Shakespeare Festival, 1994 or 1995
- Androcles and the Lion, Alabama Shakespeare Festival, 1995 or 1996
- Gross Indecency: The Trials of Oscar Wilde (as Oscar Wilde), Minetta Lane Theatre, off-Broadway, 1997–1998
- The Iceman Cometh (as Willie Oban), Brooks Atkinson Theatre, 1999
- Give Me Your Answer, Do! (as David Knight), Gramercy Theatre, off-Broadway, 1999–2000
- Hedda Gabler (as George Tesman), Williamstown Theatre Festival, Main Stage, 2000
- Hedda Gabler (as George Tesman), Ambassador Theatre, Broadway, 2001–2002
- Tartuffe (as Cleante), American Airlines Theatre, Broadway, 2003
- Measure for Measure (as Duke Vincentio), California Shakespeare Theater, Orinda, California, 2003
- Someone Who'll Watch Over Me, The Ridgefield Playhouse for Movies and the Performing Arts, 2004
- Hamlet (as Ghost, Claudius, Osric, and Guildenstern), McCarter Theatre Center, Princeton, New Jersey, 2005
- Bach at Leipzig (as Schott), New York Theatre Workshop, 2005
- Likeness, Primary Stages Theater (307 W. 38th Street), 2008
- Every Good Boy Deserves Favour (as Alexander), Chautauqua Theater Company, 2008
- Love Letters (as Andrew Makepeace Ladd, III), Charleston Stage, 2010
- Wakey, Wakey (play by Will Eno) Signature Theatre (as Guy), 2017

## شهرت
مایکل امرسون با موفقیت در سینما و تلویزیون در اپیزودهایی از «Law & Order» ظاهر شده‌است. بازی به‌یادماندنی او در نقش ویلیام هینکس جایزه امی را برای او به ارمغان داشته و ایفای نقش بنجامین لینوس در مجموعه لاست فراموش نشدنی است و هارولد فینچ در سریال مظنون شناخته می‌شود. در فیلم‌های سینمایی چون «اره»، «افسانه زورو»، «پروژه لارامی»، «Playing by Heart»، «دغل بازها» و «پریدن از پل» نیز ظاهر شده‌است.